# کنستانس داولینگ
کنستانس داولینگ (انگلیسی: Constance Dowling؛ ۲۴ ژوئیهٔ ۱۹۲۰ – ۲۸ اکتبر ۱۹۶۹) یک هنرپیشه اهل ایالات متحده آمریکا بود.